# Maxim Búrov
Maxim Alexéyevich Búrov –en ruso, Максим Алексеевич Буров– (Yaroslavl, 5 de junio de 1998) es un deportista ruso que compite en esquí acrobático, especialista en la pruebas de salto aéreo. Su hermano Ilia también compite en esquí acrobático.
Ganó cuatro medallas en el Campeonato Mundial de Esquí Acrobático, en los años 2019 y 2021.

## Medallero internacional
| Campeonato Mundial | Campeonato Mundial         | Campeonato Mundial | Campeonato Mundial      |
| Año                | Lugar                      | Medalla            | Competición             |
| ------------------ | -------------------------- | ------------------ | ----------------------- |
| 2019               | Park City (Estados Unidos) | Medalla de oro     | Salto aéreo             |
| 2019               | Park City (Estados Unidos) | Medalla de bronce  | Salto aéreo por equipos |
| 2021               | Almaty (Kazajistán)        | Medalla de oro     | Salto aéreo             |
| 2021               | Almaty (Kazajistán)        | Medalla de oro     | Salto aéreo por equipos |